# La Feuillée
La Feuillée är en kommun i departementet Finistère i regionen Bretagne i västra Frankrike. Kommunen ligger i kantonen Huelgoat som tillhör arrondissementet Châteaulin. År 2022 hade La Feuillée 684 invånare.

## Befolkningsutveckling
Antalet invånare i kommunen La Feuillée
Referens:INSEE